# Welch (Virginia Occidentale)
Welch è un comune degli Stati Uniti d'America, nella contea di McDowell nello Stato della Virginia Occidentale.